# Ценоманы (Цизальпийская Галлия)

Ценоманы среди кельтских племен (выделены синим цветом) Цизальпийской Галлии в 391—192 годах до н. э.

Ценоманы (или кеноманы, у Полибия — гономаны) (др.-греч. Κενομάνοι) — большое племя в Цизальпинской Галлии, заселявшее земли к северу от реки По. Соседями ценоманов на западе были инсубры, на востоке венеты. Другое племя с таким же именем (родственное этому) жило в Галлии на берегах реки Луара.

## Появление
Тит Ливий пишет, что во времена правления Тарквиния Древнего правителем племени битуригов был Амбикат. После того как численность жителей возросла Амбикат «решил избавить свое царство от избытка людей». Два его племянника (сыновья сестры) Белловез и Сеговез должны были возглавить отряды переселенцев. Сеговез направился в Герцинский лес, а Белловез в Италию и обосновался в районе Медиолана (Милана) под именем инсубров.
Вскоре там появилось новое кельтское племя под водительством Этитовия, получившее благодаря помощи кельтов Белловеза земли близ городов Бриксия и Верона. Это были ценоманы. Гельмут Биркхан в книге «Кельты: история и культура» отмечает, что данные Тита Ливия подтверждает археология, отмечающая появление в долине По латенской культуры. Правда он оспаривает быстроту переселения кельтов в Италию. По словам Тита Ливия переселение произошло при правлении одного вождя и «между делом» кельты успели поучаствовать в основании Марселя (600 или 540 год до н. э.) и Милана (после 525 года до н. э.). Биркхан считает, что продвижение было более постепенным в несколько фаз и растянутым во времени.
Участвовали или нет ценоманы в войнах италийских кельтов с Римом не ясно, но до Пунических войн отдельно от прочих племен они не упоминаются.
По словам Тита Ливия, во время Второй Пунической войны, когда Ганнибал вторгся в Италию, ценоманы оказались единственным кельтским племенем, «сохранившим верность римлянам».

## Исчезновение
Но в 200 году до н. э. против Рима началось восстание кельтских племен в Цизальпинской Галлии. В этой борьбе принимали участие инсубры, ценоманы и бойи, а также лигурийские племена (целины, ильваты и другие). Во главе восстания стал карфагенянин Гамилькар, оставшийся в этих местах после разгрома армии Газдрубала. Римская колония Плацентия была разорена, колонию Кремону взять не удалось.
В 197 году до н. э. консул Гай Корнелий Цетег направился на север против объединившихся кельтов (инсубров, ценоманов и бойев), а Квинт Минуций Руф против лигуров. Пользуясь тем, что бойи ушли защищать свои земли от Руфа, Цетег убедил старейшин ценоманов в том, «что молодежь вооружилась, не получив одобрение старейшин, и что ценоманы присоединились к мятежу инсубров не по решению общины». Цетег добился нейтралитета ценоманов и разбил инсубров.
В 187 году до н. э. когда римляне упорно воевали с лигурами, претор Марк Фурий Крассипед приказал отобрать у ценоманов оружие. Те обратились с жалобой в Рим. После вмешательства консула Марка Эмилия Лепида оружие им вернули.

На карте Галлии место где жили авлеркские ценоманы и откуда вероятно пришли предки цезальпийских обозначено «Cénomans»

На территории Цизальпинской Галлии с 222 года до н. э. существовало несколько римских и латинских колоний. После Союзнической войны их жители получили римское гражданство. Но ценоманы и прочие жители его не имели, хотя и жили южнее Альп. Вопрос о расширении гражданства на всех свободных граждан Апеннинского полуострова (включая ценоманов) многократно поднимался и вызывал жаркие дебаты. Цицерон в речи «В защиту Бальба», произнесенной в 56 году до н. э., упоминает о давних договорах Рима с цизальпийскими племенами ценоманов, инсубров и япидов, которые прямо запрещали прием лиц из этих народов в число римских граждан. Гражданство ценоманы, как и остальные жители региона получили в 49 году до н. э. После чего восприняли латинский язык и римскую культуру, и вскоре растворились в римском народе.

## Расселение
Локализуя в Галлии прародину италийских ценоманов в бассейне рек Лидерика и Медуаны (притоков Луары) авторы и исследователи расходятся в вопросе обширности их владений в Италии. ЭСБЭ пишет что владения простирались от Реции на севере до реки По на юге, от Кремоны на западе и до Адриатического моря, на востоке (именуя ценоманскими города Кремону, Мантую, Верону). Ему вторит и «Реальный словарь классических древностей», называя среди городов Бриксию, Кремону, Бедриак, Мантую, Верону.
Другие ограничивают владения ценоманов окрестностями Бриксии и Вероны.